# Kunzea cambagei
Kunzea cambagei là một loài thực vật có hoa trong Họ Đào kim nương. Loài này được Maiden & Betche mô tả khoa học đầu tiên năm 1913.